# 708 Рафаела
708 Рафаела (708 Raphaela) — астероїд головного поясу, відкритий 3 лютого 1911 року.
Тіссеранів параметр щодо Юпітера — 3,374.